# Baba Sy

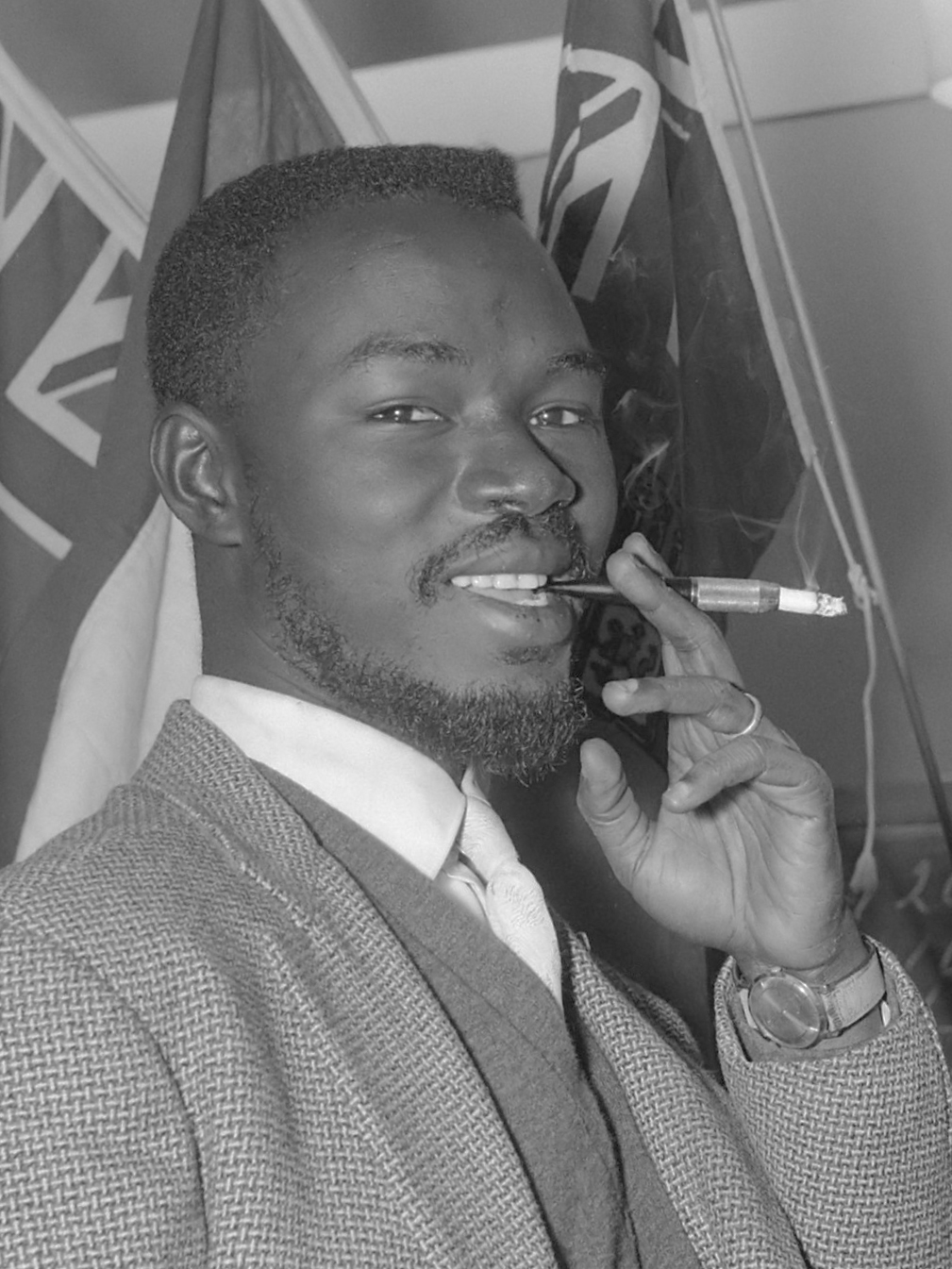
Baba Sy (1962)

Baba Sy (Senegal, 1935 - Dakar, 20 augustus 1978) was een internationaal grootmeester dammen.
Baba Sy was een van de eerste Afrikaanse dammers op topniveau. Hij werd in 1959 Frans kampioen in Châtellerault en behaalde in 1963 de wereldtitel, die hem in 1986 postuum werd toegekend. De Sovjet-Unie weigerde in 1963 hem een visum te verlenen zodat er geen tweekamp mogelijk was met Iser Koeperman. Hij kwam in 1978 in Dakar om het leven als gevolg van een auto-ongeluk.
Over zijn leven is in 1989 een boek geschreven door Ton Sijbrands, Le grand livre de Baba Sy.

## Publicaties
- Ton Sijbrands: Le grand livre de Baba Sy = Het groot Baba Sy boek. (Gedeeltelijk vertaald uit en in het Frans door Ada Dorgelo). Voorst, 1989. ISBN 9071811034
- Govert Westerveld: Baba Sy, the World Champion of 1963-1964 of 10×10 Draughts -  Volume I. Blanca, 2015. ISBN 978-1-326-39729-6
- Govert Westerveld: Baba Sy, the World Champion of 1963-1964 of 10×10 Draughts-  Volume II. Blanca, 2015. ISBN 978-1-326-43862-3